# IEEEファウンダーズメダル
IEEEファウンダーズメダル（IEEE Founders Medal）は、電気工学・電子工学の専門分野において非常に有意義な指導、計画、運営を実施し顕著な貢献をした人に贈られる賞である。個人または3名以内のチームに授与される。このメダルは、1952年に無線学会（IRE）によって制定された。1963年にIREがアメリカ電気学会（AIEE）と合併してIEEEが発足した後も、このメダルは継続して授与されている。受賞者は、金メダル、ブロンズレプリカ、賞状、賞金が授与される。 
この賞は IEEEが後援している。 
評価根拠：評価基準は、以下の通りである。専門職としての優れたリーダーシップ、関連業務の企画・運営、業界の主要な管理者、複雑な科学ミッションの管理者であること。また、期待以上のIEEEへの貢献を考慮する場合もある。 
推薦期限：7月1日 
通知：受賞者は通常11月のIEEE理事会で承認される。受賞者とその推薦者には、理事会終了後に通知される。その後、落選した候補者の推薦者には、推薦の状況が通知される。 
プレゼンテーション：毎年恒例のIEEE授賞式 

## 受賞者
以下の人々がIEEEファウンダーズメダルを受賞している。 
- 2025: Mung Chiang
- 2024: Tsu-Jae King Liu
- 2023: ロドニー・ブルックス
- 2022: John Brooks Slaughter
- 2021: ヘンリ・サミュエリ
- 2020: ジェン・スン・ファン
- 2019: Robin Saxby
- 2018: N. R. Narayana Murthy
- 2017: 金出武雄
- 2016: 受賞者無し
- 2015: James D. Plummer
- 2014: エリック・シュミット
- 2013: レオ・ベラネック
- 2012: Faqir Chand Kohli
- 2011: James F. Gibbons
- 2010: Paul E. Gray
- 2009: Craig R. Barrett
- 2008: Steven Sample
- 2007: Anita K. Jones
- 2006: 青木利晴
- 2005: Eugene Wong
- 2004: ミルドレッド・ドレッセルハウス
- 2003: Ray Stata
- 2002: Thomas E. Everhart
- 2001: ロバート・A・フロシュ
- 2000: ロバート・ガルビン
- 1999: Benjamin M. Rosen
- 1998: Alan W. Rudge
- 1997: ゴードン・ムーア
- 1996: ノーマン・R・オーガスティン
- 1995: Malcolm R. Currie
- 1994: 盛田昭夫
- 1993: ケン・オルセン
- 1992: Roland W. Schmitt
- 1991: Irwin Dorros
- 1990: エーリヒ・ブロッホ
- 1989: Ivan A. Getting
- 1988: Ian Munro Ross
- 1987: James B. Owens
- 1986: George H. Heilmeier
- 1985: ウィリアム・ノリス
- 1984: 小林宏治
- 1983: Joseph M. Pettit
- 1982: 米沢滋
- 1981: James Hillier
- 1980: Simon Ramo
- 1979: 尾見半左右
- 1978: Donald G. Fink
- 1977: Jerome B. Weisner
- 1976: Edward W. Herold
- 1975: John Grist Brainerd
- 1974: Lawrence A. Hyland
- 1973: ウィリアム・ヒューレット
- 1972: 井深大
- 1971: Ernst Weber
- 1970: Morris D. Hooven
- 1969: E. Finley Carter
- 1968: Patrick E. Haggerty
- 1967: ハーヴェイ・フレッチャー
- 1966: Elmer William Engstrom
- 1965: 受賞者無し
- 1964: Andrew McNaughton
- 1963: フレデリック・ターマン
- 1962: 受賞者無し
- 1961: Ralph Bown
- 1960: Haraden Pratt
- 1959: 受賞者無し
- 1958: ウォルター・ベイカー
- 1957: Raymond A. Heising
- 1956: 受賞者無し
- 1955: 受賞者無し
- 1954: Alfred N. Goldsmith
- 1953: デイヴィッド・サーノフ